# Xã Franklin, Quận Franklin, Ohio
Xã Franklin (tiếng Anh: Franklin Township) là một xã thuộc quận Franklin, tiểu bang Ohio, Hoa Kỳ. Năm 2010, dân số của xã này là 10.271 người.